# أنتوان لاك
أنتوان لاك (بالإنجليزية: Antwan Lake)‏ هو لاعب كرة قدم أمريكية أمريكي، ولد في 10 يوليو 1979 في سيفورد في الولايات المتحدة.

## وصلات خارجية
- أنتوان لاك على موقع مرجع كرة القدم المحترفة.كوم (الإنجليزية)
- أنتوان لاك على موقع JustSportsStats.com (الإنجليزية)